# Kasuk Baru
Kasuk Baru is een bestuurslaag in het regentschap Kaur van de provincie Bengkulu, Indonesië. Kasuk Baru telt 621 inwoners (volkstelling 2010).